# Kriegerdenkmal Vehlitz (Befreiungskriege)

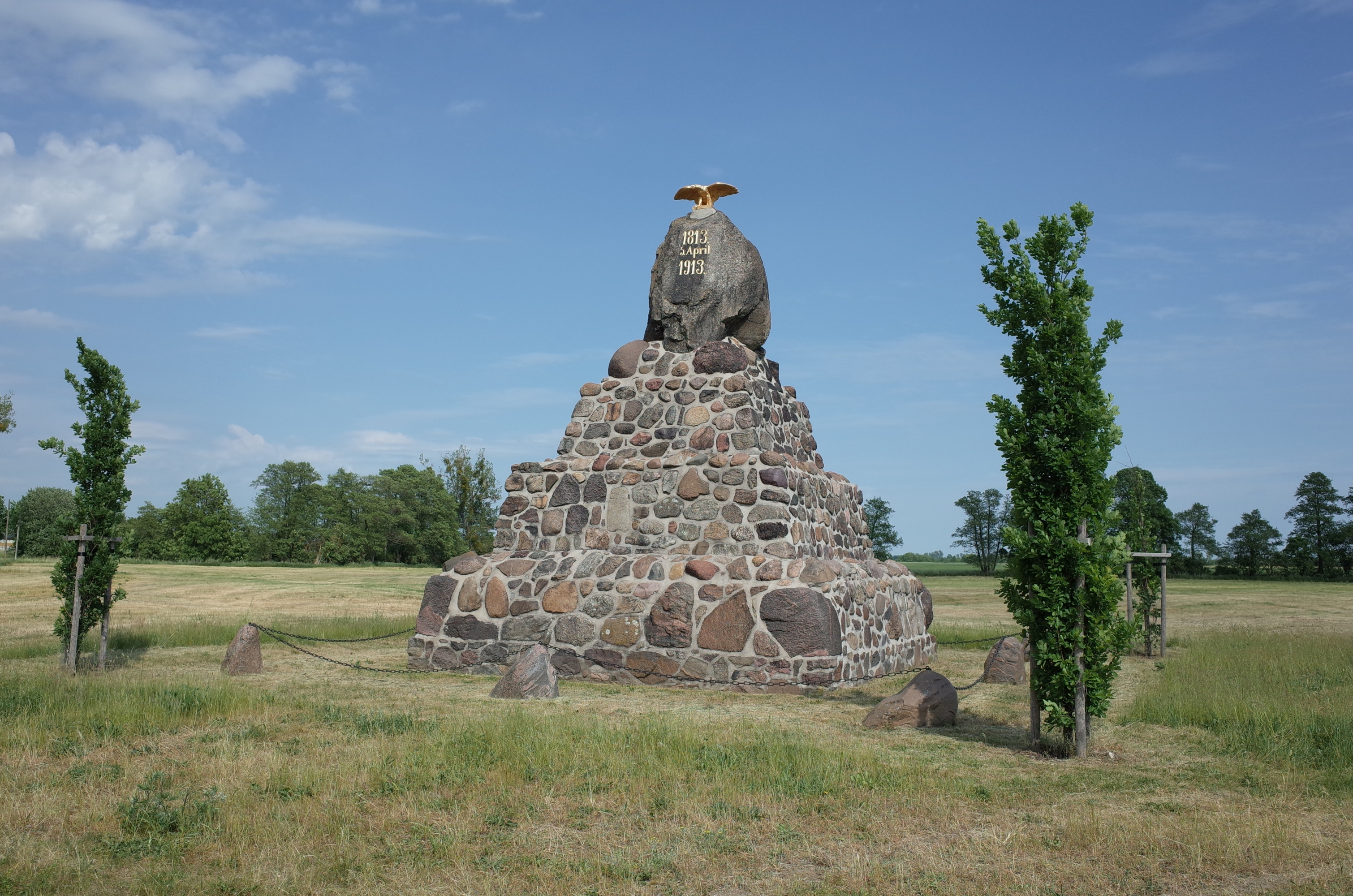
Kriegerdenkmal

Das Kriegerdenkmal Vehlitz des Befreiungskrieges ist ein denkmalgeschütztes Kriegerdenkmal in der Gemeinde Vehlitz der Stadt Gommern in Sachsen-Anhalt.
Im örtlichen Denkmalverzeichnis ist das Kriegerdenkmal unter der Erfassungsnummer 094 71033 als Baudenkmal verzeichnet.

## Lage
Es befindet sich nahe der Kreuzung Bundesstraße 246a und der K 1234 in der Gemeinde Vehlitz auf freiem Feld.

## Gestaltung und Vorgeschichte
Bei dem Kriegerdenkmal handelt es sich um eine hohe abgestufte Feldsteinpyramide. Auf dieser befindet sich ein Findling mit einer Inschrift. Der Findling wird gekrönt durch einen Adler. Das Denkmal wurde 2011 restauriert.
Am 5. April 1813 fand ein Gefecht zwischen Preußen und Russland mit 20.000 Mann auf der einen Seite und Frankreich mit 35.000 Mann auf der anderen Seite statt. Das Gefecht bei Möckern wurde trotz unterlegener Truppenstärke von den Verbündeten Preußen und Russland gewonnen werden.

## Geschichte

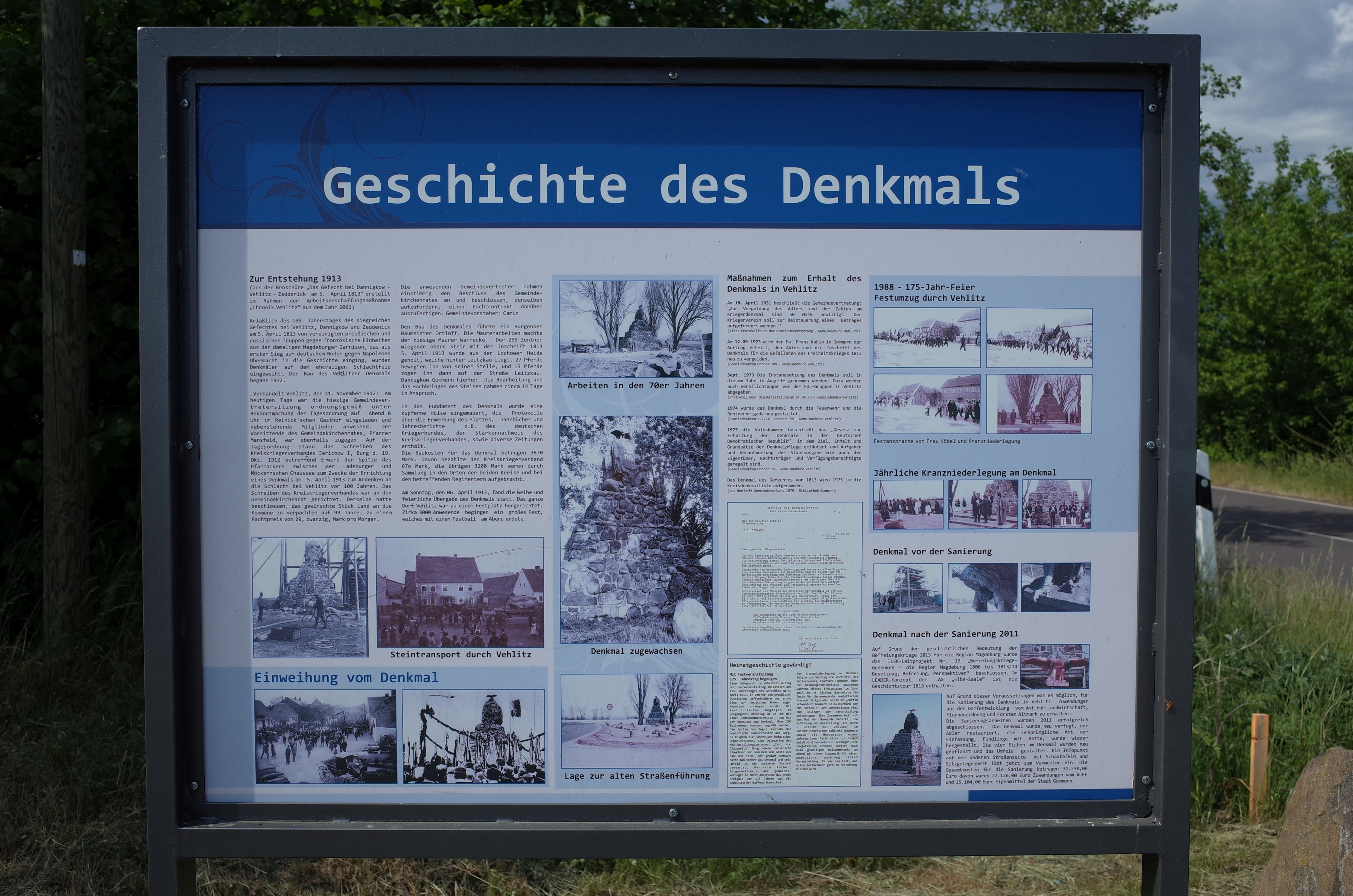
Infotafel

Auf der Gemeinderatssitzung vom 21. November 1912 wurde beschlossen, das der Pfarracker zwischen der Ladeburger und Möckernschen Chaussee für die Errichtung eines Denkmales gepachtet werden soll. So wurde ein Pachtvertrag mit dem Gemeindekirchenrat über 99 Jahre zu einem Preis von 20 Mark pro Morgenland geschlossen. Im selben Jahr begann man noch mit dem Bau des Denkmales.
Der oberste Feldstein soll ein Gewicht von 250 Zentnern haben. Für seinen Transport aus der Lochower Heide zur nächsten Straße wurden 27 Pferde gebraucht. Für den Transport auf der Straße waren es noch 15 Pferde. Im Fundament des Denkmales wurde eine kupferne Hülse eingelassen. In ihr sollen sich Protokolle über den Erwerb des Grundstückes, Jahresbücher und Jahresberichte, sowie Zeitungen befinden. Die Baukosten beliefen sich auf 3870 Mark, wovon der Kriegerverein 670 Mark zahlte. Die restlichen 3200 Mark kamen durch Spenden in den umliegenden Gemeinden und von verschiedenen Regimentern zusammen.
Am 6. April 1913, also 100 Jahre und 1 Tag nach der Schlacht, wurde das Denkmal feierlich eingeweiht. Der Adler und die Inschrift wurden erst 1931 für 50 Reichsmark vergoldet. 1973 wurde die Vergoldung erneuert. Eine Instandsetzung des Denkmales und der Neugestaltung des Umfeldes wurde 1974 von der Freiwilligen Feuerwehr des Ortes und der Rentenbrigade durchgeführt. Für die Summe von 37.230 Euro wurde das Denkmal 2011 erneut instand gesetzt und das Umfeld neugestaltet. Unter anderem wurde ein Infopunkt auf der gegenüberliegenden
Straßenseite aufgestellt, es wurden auch Sitzgelegenheiten geschaffen und das Denkmal wurde neu verfugt. Im Rahmen der Dorfentwicklung kamen Zuwendung in Höhe von 22.126 Euro des Amtes für Landwirtschaft, Flurneuordnung und Forsten Altmark. Die restlichen 15.104 Euro wurden von der Stadt Gommern gezahlt.
1975 wurde das Denkmal in die Kreisdenkmalliste des Landkreises Kreis Burg aufgenommen.

## Inschriften
1813

5.April

1913

## Quelle
- Gefallenendenkmal Vehlitz Online, abgerufen am 13. Juni 2017.
- Infotafel am Denkmal